# الأميرة ماري، دوقة غلوستر وإدنبره

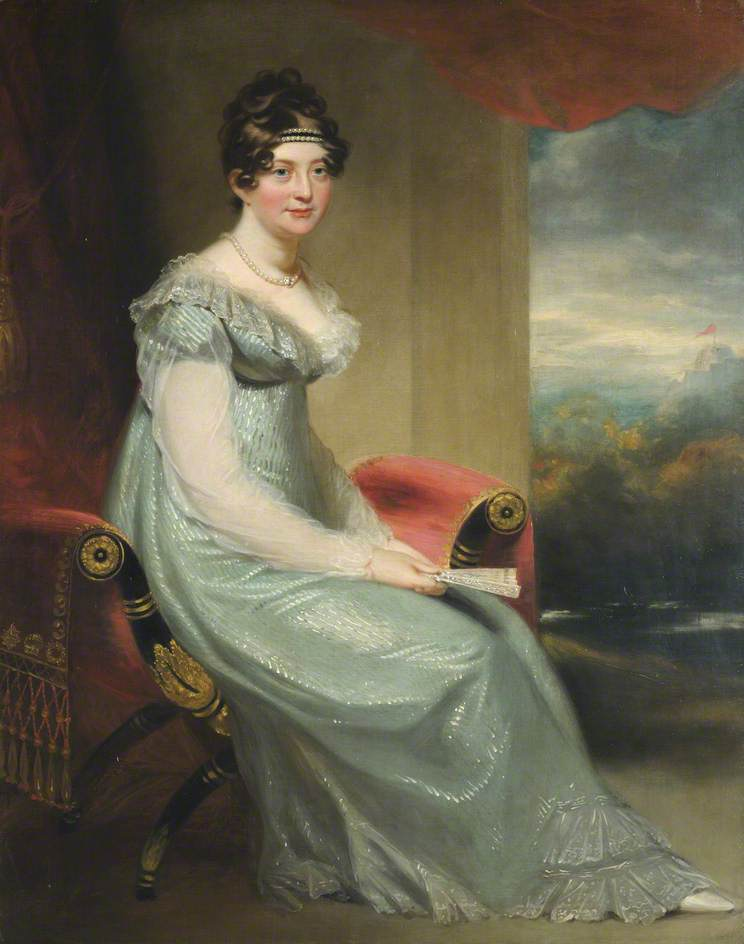
الأميرة ماري، دوقة غلوستر و إدنبره

الأميرة ماري، دوقة غلوستر وادنبره (بالإنجليزية: Princess Mary, Duchess of Gloucester and Edinburgh) (25 أبريل 1776 - 30 أبريل 1857) كانت الطفلة الحادية عشر والإبنه الرابعة للملك جورج الثالث ملك المملكة المتحدة .